# Triclistus japonicus
Triclistus japonicus là một loài tò vò trong họ Ichneumonidae.